# DB Schenker Rail Rybnik
Firma DB Schenker Rail Rybnik S.A. - VKM DBSRR (do roku 2009 PCC RAIL RYBNIK S.A. - kód VKM PCCRB; před 8. říjnem 2008 Przedsiębiorstwo Transportu Kolejowego i Gospodarki Kamieniem S.A. w Rybniku, krátce PTKiGK Rybnik, kód VKM PTKR) byla významný polský železniční dopravce. Společnost byla součástí skupiny DB Schenker Rail z holdingu Deutsche Bahn.

## Historie

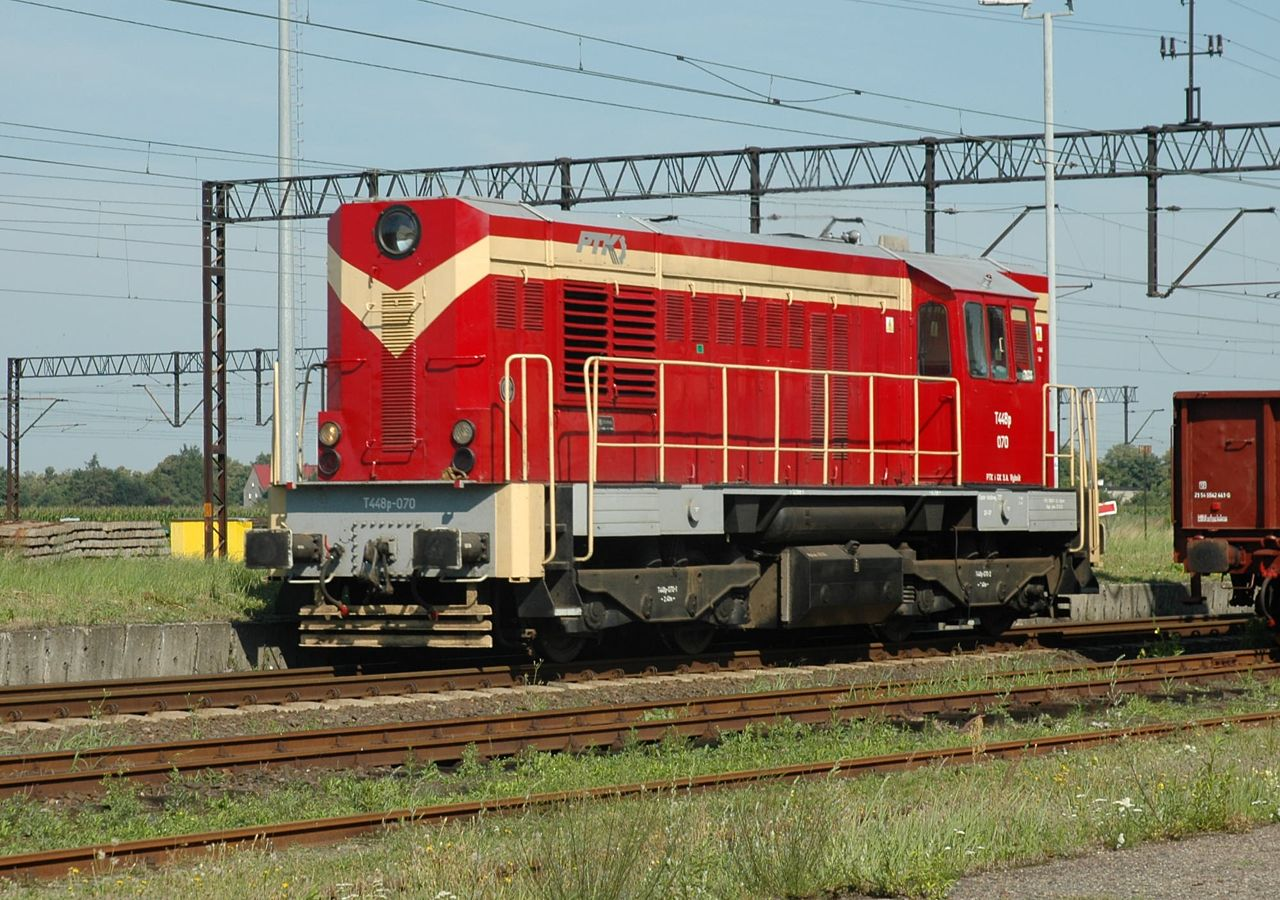
Lokomotiva řady T448P v barvách PTKiGK Rybnik

### Vznik podniku
13. prosince 1965 vydalo polské Ministerstvo hornictví a energetiky Nařízení č. 121, kterým byl zřízen podnik s názvem Zakład Transportu Kolejowego i Gospodarki Kamieniem (ZTKiGK) se sídlem v Boguszowicích. Hlavním úkolem tohoto podniku byla obsluha vleček důlních podniků v Rybniku a okolí a s tím související aktivity. Nařízení nabylo platnosti 1. ledna 1966, což je datum faktického vzniku ZTKiGK Boguszowice.

### Změny názvu
V následujících letech byl několikrát změněn název podniku:
- od 28. květnu 1975 - Zakład Transportu Kolejowego i Gospodarki Kamieniem (ZTKiGK) Rybnik
- od 1. srpna 1982 - Przedsiębiorstwo Transportu Kolejowego i Gospodarki Kamieniem Przemyslu Węglowego (PTKiGK PW) Rybnik
- od 31. srpna 1984 - Rybnicko-Jastrzębski Zakład Transportu Kolejowego i Gospodarki Kamieniem Przemyslu Węglowego (RJ PTKiGK PW) Rybnik
- od 1. ledna 1989 - Zakład Transportu Kolejowego i Gospodarki Kamieniem Przemyslu Węglowego (ZTKiGK PW) "Południe" Rybnik
- od 1. ledna 1990 - opět PTKiGK PW Rybnik
- od 1. ledna 1994 - PTKiGK S.A. (viz dále)[2]
- od 8. října 2008 - PCC RAIL RYBNIK S.A.
- od 2009 - DB Schenker Rail Rybnik S.A.

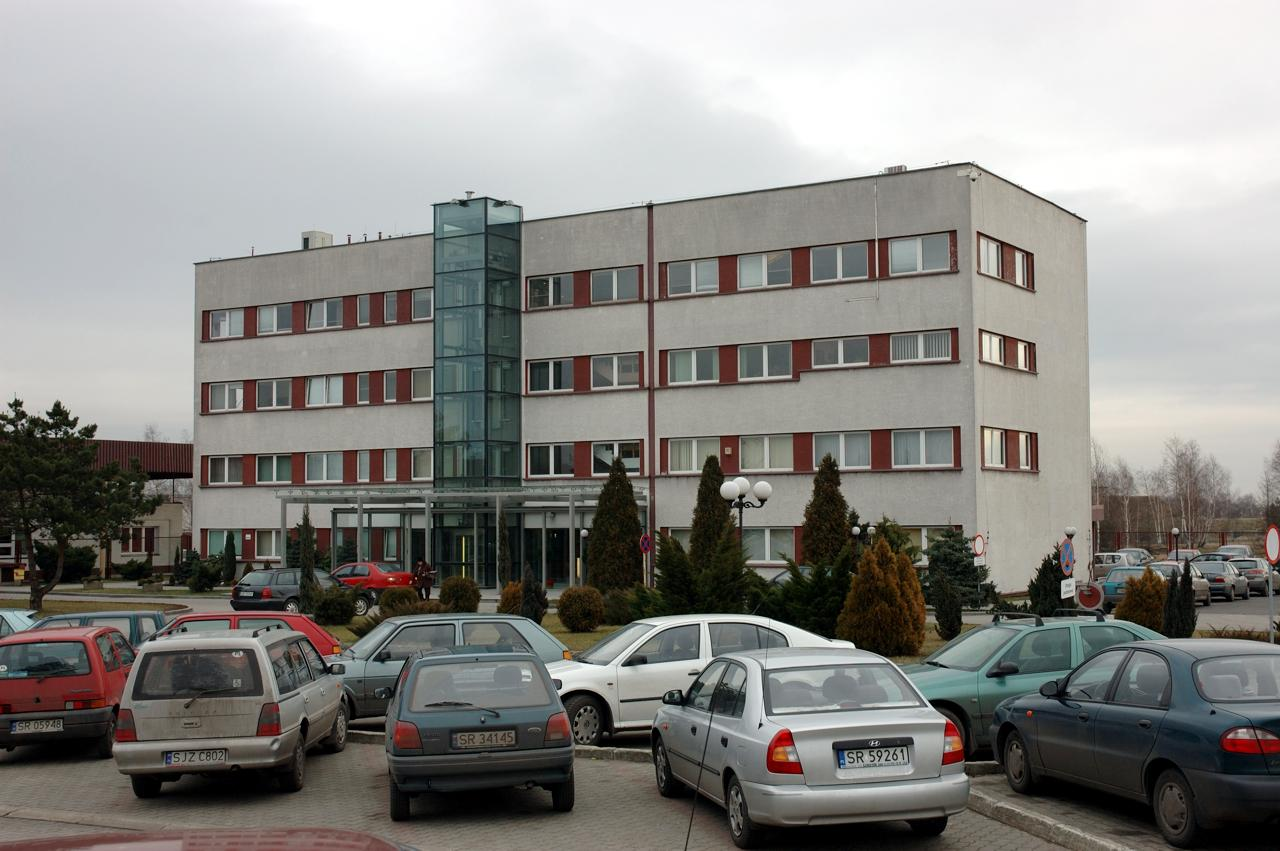
Sídlo společnosti v Rybniku-Boguszowicích

### Vznik akciové společnosti
K 13. prosinci 1993 pak zápisem do obchodního rejstříku vznikla akciová společnost s nynějším názvem, jehož akcionáři se stali pracovníci původní firmy. Firma PTKiGK S.A. Rybnik pak oficiálně zahájila činnost 1. ledna 1994 a navázala na aktivity svého právního předchůdce ZTKiGK. V souvislosti se změnou vlastnické struktury a začleněním do struktury holdingu PCC Rail pak došlo v roce 2008 ke změně názvu na současný PCC Rail Rybnik.

## Majetkové vztahy

### Kapitálová skupina
Firma byla součástí kapitálové skupiny, kam vedle ní patřily také následující společnosti:
- PTK Tabkol S.A. - opravy a výroba kolejových vozidel
- PTK Infrastruktura S.A. - provozovatel dráhy
- Energoport Sp. z o.o. - obchodní společnost

### Skupina PTK
PTKiGK Rybnik byla prostřednictvím firmy Trawipol majetkově propojena s dalším významným polským dopravcem, firmou PTK Holding (vznikla k 1. lednu 2007 spojením firem PTKiGK Zabrze a Kopalnia Piasku "Kuźnica Warężyńska"). Společnosti PTK Holding a PTKiGK Rybnik byly společně vlastníkem dalšího železničního dopravce, firmy Nadwiślański Zakład Transportu Kolejowego Sp. z o.o.
V květnu 2007 ohlásily firmy PTK Holding a PTKiGK Rybnik, že hledají společného strategického investora.

### Vstup do skupiny PCC Rail
Hledání investora se však zkomplikovalo v srpnu 2007, kdy společnost PCC Rail oznámila, že již drží 10 % akcí PTKiGK Rybnik a připravuje výkup dalších akcií do celkového podílu 49 %. Tendr na hledaní strategického partnera, do kterého se přihlásilo celkem deset firem, byl následně zrušen. 23. srpna 2007 pak firma PCC Rail získala kontrolní většinu akcií v PTKiGK Rybnik a oznámila, že chce získat 100% podíl ve společnosti.
Převzetí necelých 50 % akcií firmou PCC bylo ukončeno 17. září 2007 s tím, že k navýšení podílu až na 85 % dojde po schválení transakce polským antimonopolním úřadem.

### Vstup do skupiny DB Schenker
V roce 2009 byla skupina PCC Rail převzata firmou DB Schenker (součást německého holdingu Deutsche Bahn). Následně došlo ke změně názvu na DB Schenker Rail Rybnik S.A. K 3. lednu 2011 společnost zanikla sloučením s mateřskou firmou DB Schenker Rail Polska.

## Obsluha vleček dolů
V minulosti byla hlavní aktivitou společnosti obsluha černouhelných dolů v okolí Rybnika. Tato činnost byla i po roce 2000 stále velmi významnou, neboť PTKiGK Rybnik zajišťovala např. obsluhu dolů Pniówek, Zofiówka, Borynia, Marcel aj. Celkem tak zajišťovala vlečkový provoz na 15 velkých dolech, které vytvářely objem přeprav ve výši několika desítek milionů tun zboží ročně. Také zajišťovala přístavbu souprav PKP Cargo do těchto dolů a ložených souprav zpět na místa předávky pro PKP Cargo. Pro tyto přístavby firma využívala jak vlastní železniční síť vyčleněnou do firmy PTK Infrastruktura, tak síť dalších provozovatelů dráhy, např. Jastrzębska Spółka Kolejowa a Kopalnia Piasku Kotlarnia - Linie Kolejowe.

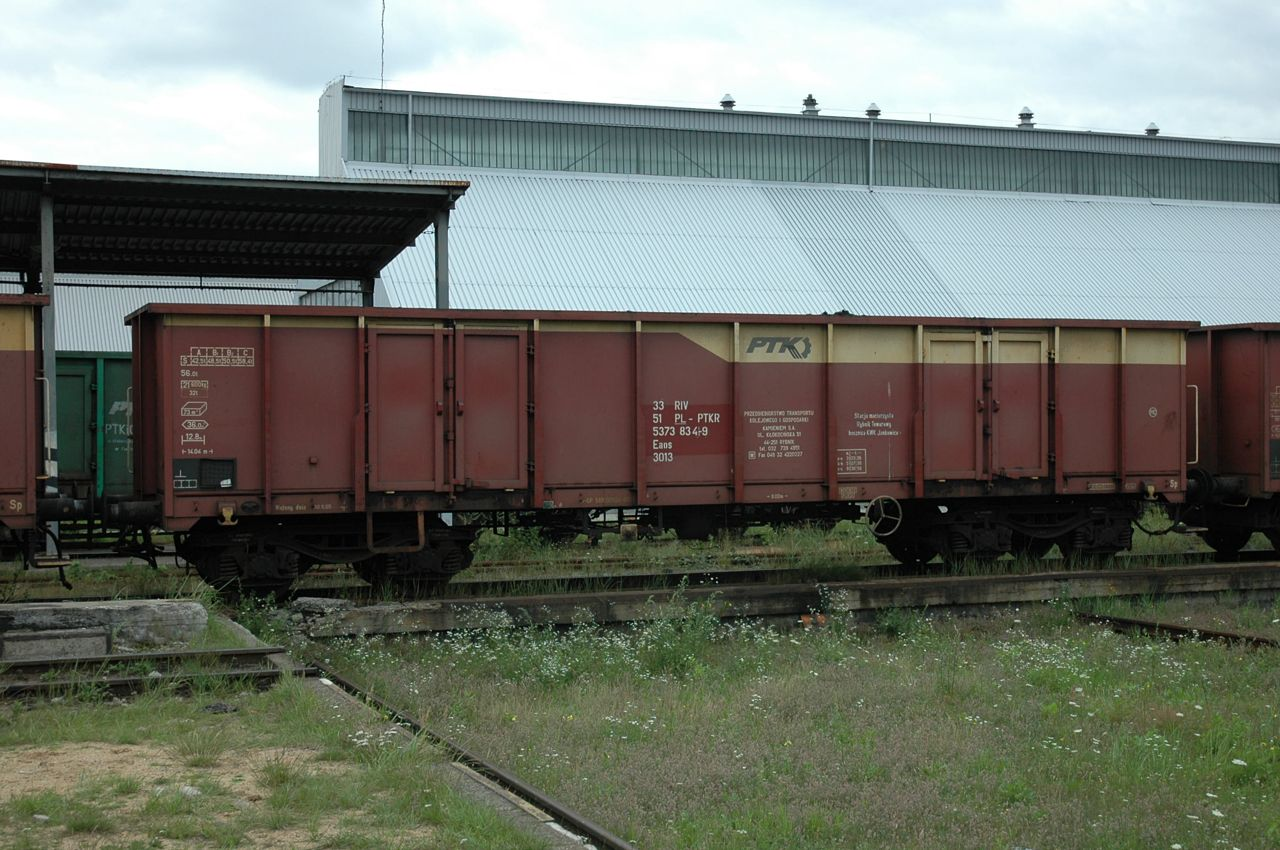
Vysokostěnný vůz řady Eaos PTKiGK Rybnik

## Vlaková doprava

### Vnitrostátní doprava
Společnost tradičně zajišťovala přepravu uhlí pro koncové zákazníky po sítích soukromých provozovatelů drah. Největším zákazníkem byla elektrárna Rybnik, kam společnost dodávala asi 3 miliony tun uhlí ročně.
Od roku 2003 firma postupně rozvíjela železniční dopravu také na vnitrostátních dálkových relacích po síti PKP Polskie Linie Kolejowe. Rozhodujícím přepravovaným substrátem přitom bylo černé uhlí.

### Mezinárodní doprava

#### Česko
Společnost rozvíjela také přepravy do Česka, přičemž samostatně neprovozovala železniční dopravu na českém území, ale jejich vlaky přebírali čeští dopravci, např. OKD, Doprava, Ostravská dopravní společnost či České dráhy. 29. června 2004 realizovala firma PTKiGK Rybnik společně s českým dopravcem OKD, Doprava úplně první soukromou železniční přepravu přes česko-polskou hranici.
V roce 2006 získala firma společně se spolupracujícími dopravci v Česku a Slovensku kontrakt na dopravu 900 tisíc tun uhlí z Polska pro U. S. Steel Košice. Poté, co bylo přepraveno 400 tisíc tun, byla smlouva vypovězena a dopravu na polském území začalo opět zajišťovat PKP Cargo. Existuje přitom podezření, že k tomu došlo v důsledku nátlaku PKP Cargo prostřednictvím ministra hospodářství na státní společnost Węglokoks.

#### Německo
Společnost zahájila také dopravu vlaků přes polsko-německou hranici, dopravcem v Německu pak byly jiné spolupracující firmy. Vůbec první přepravu tímto směrem společnost realizovala s dopravcem Häfen und Güterverkehr Köln AG (HGK).

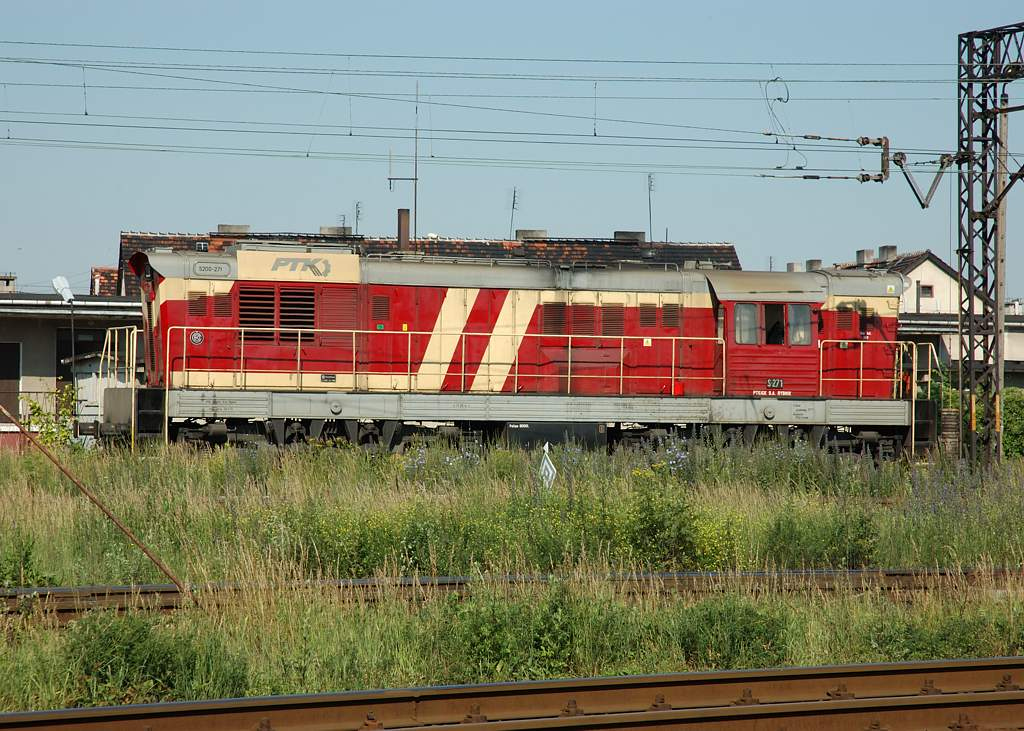
Lokomotiva S-271 v barvách PTKiGK Rybnik

## Lokomotivní park
Základem lokomotivního parku společnosti byly motorové lokomotivy vyrobené v české lokomotivce ČKD. Jednalo se o lokomotivy řad S-200 (obdoba české řady 770) a T448P (obdoba české řady 740). Byla také jedinou firmou mimo bývalé Československo, která provozovala lokomotivu řady 729 - konkrétně se jednalo o stroj T419P-601.
Firma také provozovala lokomotivy řady TEM2 ruského původu, ale většina z nich již byla vyřazena. Mezi motorové lokomotivy této firmy patřily i stroje řady Ls1000 (SM42).
Několik lokomotiv řad T448P a Ls1000 firma remotorizovala ve vlastních dílnách PTK Tabkol s použitím motorů MTU.
Pro vlakové relace na delší vzdálenosti pak společnost používala šestinápravové elektrické lokomotivy řady 3E polského původu. Nově si pak pořídila rumunské motorové lokomotivy řady 060DA zakoupené z druhé ruky z Německa. Od rakouských drah ÖBB pak odkoupila dvě poměrně moderní elektrické lokomotivy řady 1822.
Od přelomu let 2007/2008 pak firma provozovala také dvě elektrické lokomotivy řady 182, které pocházely od slovenského dopravce Železničná spoločnosť Cargo Slovakia.